# Planisticus nivosus
Planisticus nivosus là một loài bọ cánh cứng trong họ Cerambycidae.